# Pitter Patter Goes My Heart
 Pitter Patter Goes My Heart ist ein Spielfilm des österreichischen Regisseurs Christoph Rainer aus dem Jahr 2015. Der Kurzfilm, der mehrfach ausgezeichnet wurde, hatte seine Premiere auf dem Festival du Court-Métrage de Clermont-Ferrand.

## Inhalt
Lisa lebt mit ihrem Vater, einem „leidenschaftlichen Alkoholiker“, dem der Arzt das Trinken verboten hat, unter einem Dach. Sie arbeitet in einem Andenkenladen, in dem sie wenig verkauft, weil sie eigentlich immer in Tagträume über ein Leben mit ihrem Alf, der sie vor vier Jahren verlassen hat, versunken ist. Alf wollte einst ein großer Fotograf werden, erobert hatte er sie mit schön klingenden Liebesschwüren und seiner Leidenschaft für das Fliegen von Drachen, fristet aber inzwischen ein eher mühseliges Leben als Werbefotograf. Inzwischen spricht ihm Lisa auf Audio-Postkarten Liebeserklärungen – sie wünscht sich in seine „starken Arme“ –, schickt die Karten aber nicht ab, sondern bunkert sie unter dem Devotionalienaltärchen, das sie in ihrem Zimmer für Alf eingerichtet hat.
Als Lisa eines Tages entdeckt, dass Alf in ihrer Stadt ein Fotoshooting für Beine mit Krampfadern veranstaltet, meldet sie ihren Vater zum Casting an.
Zäh und energisch verschafft sie sich Zutritt zu der Casting-Kneipe und malt sich in rosaroten Farben aus, wie Alf ihr entgegenfliegt und sie in seine „starken Arme“ nimmt, wovon sie seit vier Jahren träumt. Stattdessen wird sie von Alfs neuer Assistentin und Geliebten als „Alfs durchgeknallte Ex“ identifiziert, und das Unheil nimmt seinen Lauf. Die Mädels stellen fest, dass sie beide auf die exakt gleichen Sprüche und Verführungstaktiken von Alf hereingefallen sind. Empört verlässt Rosi das Casting-Lokal. Alf stürzt ihr hinterher, und zurück bleibt eine aufs Tiefste enttäuschte und verletzte Lisa. Sie schnappt sich von der Theke ein langes Küchenmesser und rennt hinter Alf und Rosi her, – die beiden küssen sich, haben sich offensichtlich schnell wieder versöhnt –, und der entsetzte Alf muss zusehen, wie Lisa sich das Messer in die Brust sticht. Er fängt sie „mit seinen starken Armen“ auf, und eine immer blasser werdende Lisa schaut mit verklärtem Blick zum Himmel.

## Produktion
Nachdem Christoph Rainer 2013 den mit 20.000 US-Dollar dotierten IFF Emerging Filmmaker Award für seinen Kurzfilm Requiem for a Robot gewonnen hatte, wurde er von der Filmakademie Baden-Württemberg eingeladen, dort einen Film nach eigenem Drehbuch zu drehen. Die Akademie stellte sowohl das Team als auch die Ausrüstung zur Verfügung. Die Filmakademie Wien stieg als Co-Produzent in das Projekt ein und stellte den Kameramann und den Editor. Als dritter Co-Produzent beteiligte sich die Columbia University in New York, an der Rainer mit einem  Fulbright-Stipendium studiert hatte.
Der Kameramann setzte eine ARRI Alexa der Zeiss Ultra Primes-Serie ein.
Der Titel Pitter Patter Goes My Heart (≈ Trippel Trappel schlägt mein Herz) zitiert einen Titel aus dem Album „You Forgot it in People“ (2002) von Broken Social Scene.

## Preise und Auszeichnungen (Auswahl)

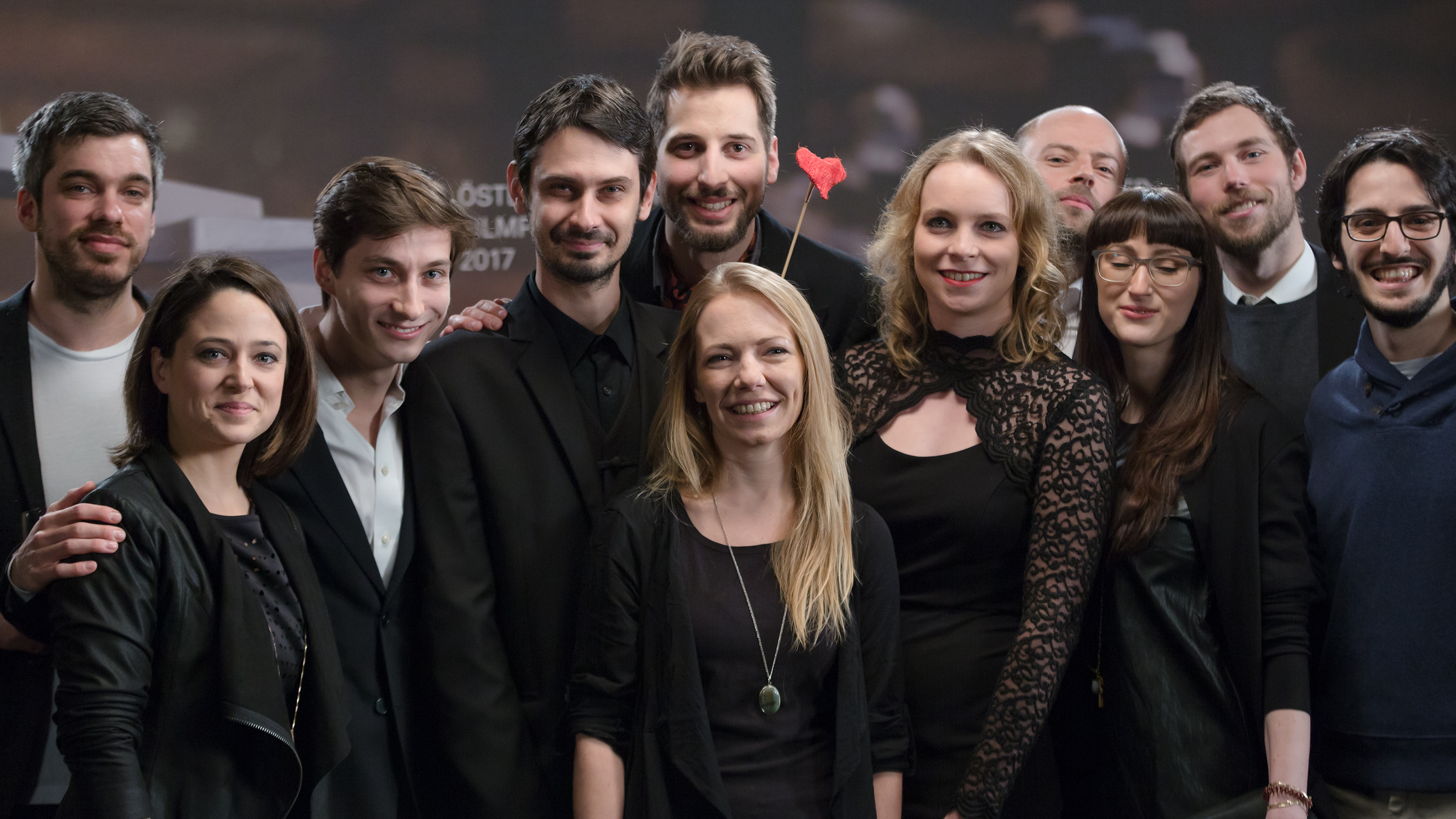
Das Filmteam bei der Verleihung des Österreichischen Filmpreises 2015

Der Film wurde auf zahlreichen internationalen Filmfesten gezeigt, für Preise nominiert, gewonnen hat er insgesamt 24 Preise.
- Preis der Jugendjury (VIS – Vienna Independent Shorts, 2015)
- Max Ophüls Preis für besten Kurzfilm (37. Filmfestival Max Ophüls Preis, 2016)
- Best Student Film Award (21. New Jersey Film Festival, 2016)
- Best Student Film Award (22. San Luis Opispo International Film Festival, 2016)
- Best Narrative Short (Yale Student Film Festival, 2016)
- Audience Prize (Katra Film Series, 2017)